# 稲妻がタトラの上を走り去り
「稲妻がタトラの上を走り去り」（スロバキア語: Nad Tatrou sa blýska）は、スロバキアの国歌である。
ハンガリー王国の支配下にあって、ブラチスラヴァの福音ルーテル会館では、スロバキア民族運動の中心的立場にあった知識人活動家、リュドヴィート・シュトゥール（Ľudovít Štúr）のもとで若い学生たちが学んでいた。ハンガリー当局によってシュトゥールがその職を追われると、1844年、学生たちはレボチャ（Levoča）に向けて抗議の行進を行なった。
この抗議運動の中で「稲妻がタトラの上を走り去り」は誕生した。ヤンコ・マトゥーシュカ（Janko Matúška）がスロバキアとポーランド国境にそびえるタトラ山脈を題材に作詞、メロディーはスロバキア民謡の「彼女は小さな井戸を掘った」(Kopala studienku) から採られた。この曲は1848年から1849年にかけてのスロバキア解放運動に参加した義勇兵らの間で人気を博し、1851年に出版された。
1918年のオーストリア・ハンガリー帝国崩壊を受けてチェコスロバキア共和国が成立、1920年に第1節がチェコスロバキアの国歌の一部となった。これはチェコの国歌である「我が家何処や」の第1節に続けて歌われた。1993年、スロバキアが平和裏にチェコとの連邦関係を解消、独立すると、最初の2節が国歌として定められた。

## 歌詞

### 原語歌詞

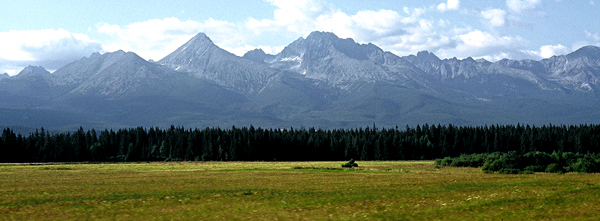
タトラ山脈

Nad Tatrou sa blýska

Hromy divo bijú,

Zastavme ich bratia,

Veď sa ony stratia

Slováci ožijú.

To Slovensko naše

Posiaľ tvrdo spalo

Ale blesky hromu

Vzbudzujú ho k tomu

Aby sa prebralo.

### 日本語訳
稲妻がタトラの上を走り去り

雷鳴が轟く

いざ之を鎮めん、兄弟よ

彼らが消え去りしとき

スロバキア人は蘇る

長きに眠りし

我らがスロバキアよ

稲妻の音が鳴り響き

此の地を奮わすとき

目覚めを告げる